# ムスチスラフ・ユーリエヴィチ (ノヴゴロド公)
ムスチスラフ・ユーリエヴィチ（ロシア語: Мстислав Юрьевич、? - 1161年以降）は、スーズダリ公ユーリー・ドルゴルーキーの子である。ペレソプニツァ公：1150年、ノヴゴロド公：1156年 - 1157年。

## 生涯
父のユーリーの最初のキエフ大公着位（1149年）の後、ユーリーの政敵であるイジャスラフが所領していたペレソプニツァのナメストニクに任命された。ユーリーの2度目のキエフ大公着位（1155年）の後はノヴゴロドに配置された。1157年に父が死ぬと、ムスチスラフは他の兄弟の大部分と同じく、ルーシ北東部（ウラジーミル大公国地方）へと帰還した。しかし1161年、兄弟のうちのアンドレイ・ボゴリュブスキーによって、母や兄弟のヴァシリコ、フセヴォロドらと共にビザンツ帝国へ送られた。ムスチスラフはビザンツ皇帝マヌエル1世に気に入られ、所領を与えられた。
家族としては、ノヴゴロドのボヤーレ・ピョートル・ミハイロヴィチの娘と結婚し、ヤロスラフを残している。